# Râul Gura Dobrogei
Râul Gura Dobrogei este un curs de apă din Dobrogea, afluent al râului Casimcea. 

## Hărți
- Harta Județului Constanța